# 五十嵐氏
五十嵐姓（いがらし／いからし／いがあらし／いそあらし），日本苗字之一，日本全國姓氏順位第118位，三個漢字的姓氏順位第3位；姓氏人口主要分佈在東日本的關東、甲信越、東北和北海道等地方，估計大約有156,000－158,000人。

## 起源
五十嵐姓起源自今新潟縣之越後国蒲原郡五十嵐，或是新潟縣三條市下田村五十嵐川上游的五十嵐神社。日本第11代垂仁天皇之第8皇子五十日帶日子王在這塊川流之地開拓農耕，將此河川命名為「五十嵐川」，喻意河川帶來豐收的「五風十雨」（「風調雨順」同義）。五十日受奉在五十嵐神社，神格「五十日足彦命」，其後代子孫以「五十嵐」為氏，為越後国之氏族。